# Asclepias vinosa
Asclepias vinosa är en oleanderväxtart som först beskrevs av Fourn., och fick sitt nu gällande namn av R. E. Woodson. Asclepias vinosa ingår i släktet sidenörter, och familjen oleanderväxter. Inga underarter finns listade i Catalogue of Life.